# La vida en el Misisipí
La vida en el Misisipí (en inglés Life on the Mississippi) es un libro de memorias del escritor estadounidense Mark Twain publicado originalmente en 1883, sobre sus días como piloto navegante de un vapor de ruedas en el río Misisipi antes del inicio de la Guerra de Secesión estadounidense, y también un libro de viaje en el que cuenta su travesía a lo largo del Misisipi muchos años después de la guerra.

## Argumento
El libro comienza con una mirada retrospectiva histórica de los tiempos en que Hernando de Soto se convirtió en el primer europeo en descubrir el río en 1542, y sobre exploradores franceses como Jacques Marquette y René Robert Cavelier de La Salle en el siglo XVII, hasta los primeros asentamientos europeos permanentes. A partir de la época de las maderadas (transporte de troncos de madera flotando por el río) y los inicios de los viajes de buques de vapor, la acción está marcada cada vez más por elementos autobiográficos.
Junto con sus propios recuerdos e impresiones, se aportan en el libro una gran multitud de anécdotas sobre la región del Misisipi. El eje central de la acción versa sobre la descripción de los años de aprendizaje de Samuel Clemens (nombre real de Mark Twain) para convertirse en piloto de un vapor de ruedas del Misisipi. Describe con gran afección la gran entrega necesaria para manejar estos barcos sobre un río que cambia constantemente, con sus peligrosos remolinos, bancos de arena y bajos fondos. Tras finalizar su aprendizaje, pilotará distintos barcos durante varios años a lo largo del río, hasta que con el inicio de la Guerra de Secesión los viajes por el Misisipi fueron restringidos. Esta parte de la historia apareció por primera vez en su ensayo Viejos tiempos en el Misisipi, publicado en 1876.
En la segunda parte del libro, Twain describe su retorno al río 21 años después, cuando emprendió un viaje de San Luis a Nueva Orleans en un riverboat. Describe las carreras que entablaban los buques de vapor con el ferrocarril, las nuevas y grandes ciudades y sus observaciones sobre la codicia, la confianza excesiva y las tragedias en las orillas del río, así como la mala arquitectura. También relata numerosas anécdotas y leyendas del río.

## Publicación
El libro se publicó en 1883 simultáneamente en Estados Unidos y Gran Bretaña, y está considerado como el primer libro que un autor presentaba a una editorial escrito con una máquina de escribir. La primera edición en español apareció en Buenos Aires en 1947, traducida la obra por Carlos María Reyles, bajo la editorial Emecé.

## Crítica
Diego A. de Santillán ha comentado que «Esta obra es una elaboración de su experiencia personal de los tiempos en que no se había despertado en él su vocación de proveedor de risa y de humor. El valle del Mississippi debe a Mark Twain su entrada en la conciencia mundial; ninguna empresa de turismo habría logrado hacer conocer y admirar ese río en tal grado. Abundan las notas autobiográficas, descripciones magistrales, ataques furibundos contra Walter Scott, información de interés. La vida del autor junto al padre de las aguas cobra en este relato un vivo colorido».

## En la cultura popular
El libro fue adaptado en un telefilme de la televisión pública estadounidense en 1980, con David Knell como Sam Clemens; el telefilme utilizaba muchas de las historias del libro, convertidas en narrativa ficticia. En 2010, Vida en el Misisipi fue adaptado como un musical, con guion y letras de Douglas Parker y música de Denver Casado.